# Euxoa henrietta
Euxoa henrietta là một loài bướm đêm thuộc họ Noctuidae. Nó được tìm thấy ở Bắc Mỹ, bao gồm Washington, Montana và California.